# Горан Ловре
Горан Ловре (серб. Горан Ловре / Goran Lovré, нар. 23 березня 1982, Загреб) — сербський футболіст, що грав на позиції півзахисника.
Виступав, зокрема, за клуби «Андерлехт» та «Гронінген», а також молодіжну збірну Сербії.
Дворазовий чемпіон Бельгії.

## Клубна кар'єра
Народився 23 березня 1982 року в місті Загреб. Вихованець юнацьких команд футбольних клубів «Партизан» та «Андерлехт».
У дорослому футболі дебютував 2001 року виступами за команду «Андерлехт», у якій провів п'ять сезонів, взявши участь у 46 матчах чемпіонату. За цей час двічі виборював титул чемпіона Бельгії.
Своєю грою за цю команду привернув увагу представників тренерського штабу клубу «Гронінген», до складу якого приєднався 2006 року. Відіграв за команду з Гронінгена наступні чотири сезони своєї ігрової кар'єри. Більшість часу, проведеного у складі «Гронінгена», був основним гравцем команди.
Згодом з 2010 по 2013 рік грав у складі команд «Барнслі», «Партизан» та «Естеглал».
Завершив ігрову кар'єру у команді «Ульм 1846», за яку виступав протягом 2014 року.

## Виступи за збірні
У 1999 році дебютував у складі юнацької збірної Сербії і Чорногорії (U-18), загалом на юнацькому рівні взяв участь у 6 іграх, відзначившись одним забитим голом.
Протягом 2001–2004 років залучався до складу молодіжної збірної Сербії і Чорногорії. На молодіжному рівні зіграв у 9 офіційних матчах, забив 1 гол.

## Титули і досягнення
- Чемпіон Бельгії (2):

«Андерлехт»: 2003-2004, 2005-2006